# 陸麗
陸 麗（りく れい、生年不詳 - 465年）は、北魏の官僚。本貫は代郡。

## 経歴
陸俟の子として生まれた。太武帝の側近として仕えて、特に昵懇であった。挙動は慎重で過失がなかった。章安子の爵位を受け、南部尚書に転じた。
452年（正平2年）、太武帝が死去し、南安王拓跋余が立てられたが、中常侍宗愛らに殺害された。陸麗は長孫渇侯・源賀・劉尼らとともに、宗愛らを捕えて処刑すると、亡き皇太子の長男である拓跋濬（文成帝）を苑中に迎えて即位させた。同年（興安元年）、平原王に封じられ、撫軍将軍の号を加えられた。まもなく侍中・撫軍大将軍・司徒公に任じられた。子孫にも妻を賜って、妃と号させた。陸麗は数々の優待を示されたが、固辞して受けず、そのため文成帝はますますかれを尊重した。太子太傅を兼ねた。458年（太安4年）に父が死去すると、礼の規定を超えて喪に服し、体を痩せ衰えさせた。
465年（和平6年）、代郡の温泉で療養していたところ、文成帝の死去の報が届いた。側近に引き留められたが、聞き入れずに入朝し、乙渾に殺害された。諡は簡王といった。遺体は金陵に陪葬された。

## 妻子

### 妻
- 杜氏（陸定国を生んだ）
- 張黄龍[1]（元は景穆太子の側女。陸叡を生んだ）

### 子
- 陸定国（? - 484年、長子、献文帝のときに散騎常侍、東郡王、鎮南将軍、父の爵位を陸叡に譲った、侍中・儀曹尚書、殿中尚書、司空、475年に法を犯して免官されたが、太和初年に侍中・鎮南将軍・秦益二州刺史となり、王爵にもどされた）
- 陸叡

## 伝記資料
- 『魏書』巻40 列伝第28
- 『北史』巻28 列伝第16